# Berlin-Märkisches Viertel
Berlin-Märkisches Viertel  est un des onze quartiers de l'arrondissement de Reinickendorf du nord de la capitale allemande. Il est constitué en majeure partie par des grands ensembles construits dans les années 1960 et 1970.

## Étymologie
Le nom Märkisches Viertel signifie littéralement « quartier de la Marche » (de Brandebourg). Il est parfois abrévié « MV ». Par bérolinisme, on emploie parfois l'expression populaire Merkwürdiges Viertel voire Märkwürdiges Viertel ce qui revient à un jeu de mots avec l'adjectif allemand merkwürdig qualifiant le quartier de « bizarre », d'« étrange » ou de « curieux ».

## Géographie

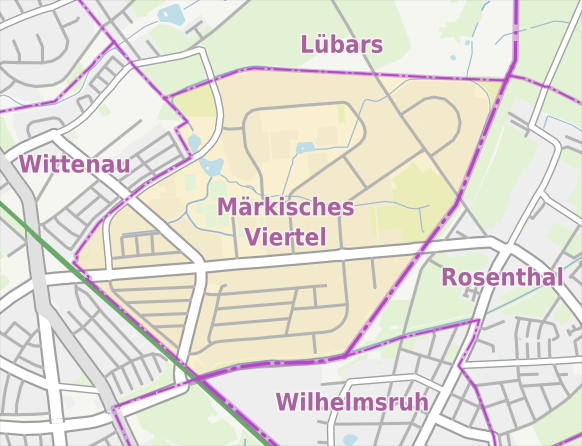
Carte de Märkisches Viertel et des quartiers limitrophes.

Le quartier se trouve sur le plateau de Barnim qui s'éleve au nord-est de la vallée de la Sprée. Il confine au quartier de Wittenau à l'ouest et au quartier de Lübars au nord. À l'est et au sud, se situe la limite de l'arrondissement de Pankow, l'ancien emplacement du mur de Berlin.
L'espace urbain est principalement constitué de grands immeubles résidentiels, mais aussi par des espaces verts et des plans d'eau. La ligne de Berlin à Stralsund (Nordbahn), empruntée par la S-Bahn de Berlin, marque la limite occidentale.

## Histoire
Le grand ensemble composé de 17 000 appartements fut construit entre 1963 et 1974 sur le site des anciens jardins familiaux. De façon analogue, les quartiers de Gropiusstadt et de Falkenhagener Feld sont réalisés à Berlin-Ouest, ainsi que Neu-Hohenschönhausen, Marzahn et Hellersdorf à Berlin-Est. Märkisches Viertel faisait d'abord partie de Wittenau pour devenir un quartier officiel en 1999.

## Population
Le quartier comptait 39 706 habitants le 1er janvier 2017 selon le registre des déclarations domiciliaires, c'est-à-dire 12 408 hab/km2.

## Transports

### Gares de S-Bahn
Ligne de Berlin à Stralsund :
  Wittenau

### Stations de métro
:
Wittenau